# Zweitübersetzung
Zweitübersetzung, auch Doppelübersetzung, ist ein Begriff aus den Übersetzungswissenschaften, der entweder eine zweite Übersetzung desselben Ausgangstextes durch einen anderen oder auch denselben Übersetzer oder aber die indirekte Übersetzung eines Ausgangstextes über eine als Brückensprache dienende Drittsprache bezeichnet.

## Indirekte Übersetzung
Als Doppel- oder Zweitübersetzung bezeichnet man dem Japanologen Olaf Schiedges zufolge im Literaturübersetzungs- und Verlagswesen im Allgemeinen ein literarisches Werk, das nicht aus seiner ursprünglichen Abfassungssprache, sondern aus einer anderssprachigen Version, bei der es sich selbst um eine Übersetzung handelt, in die Zielsprache übersetzt worden ist. Die Drittsprache, die dem Zweitübersetzer als Ausgangssprache dient, bezeichnet man als Brückensprache. Je nachdem, ob es noch weitere Zwischenstationen gibt, kann es sich gegebenenfalls auch um eine Dritt- oder Viertübersetzung handeln.
Indirekte Übersetzungen über eine Brückensprache werden notwendig, wenn sich unter zumutbaren Bedingungen kein Übersetzer finden lässt, der eine direkte Übersetzung aus der ursprünglichen Ausgangssprache in die gewünschte Zielsprache anfertigen kann, oder wenn ein Text in der Originalsprache nicht oder nur unvollkommen zur Verfügung steht.

### Gründe und Problematik
Soll ein bestimmtes Werk in der Landessprache zur Verfügung gestellt werden, das in einer selteneren oder exotischen Sprache verfasst wurde und für das bereits Übersetzungen in gängige Sprachen wie beispielsweise das Englische existieren, ist es für die Beteiligten oft kostengünstiger, eine bereits vorhandene Übersetzung in die gewünschte Zielsprache übersetzen zu lassen, als eine direkte Übersetzung aus der Originalsprache zu veranlassen. Das Phänomen taucht bei bestimmten Sprachkombinationen überdurchschnittlich häufig auf, so etwa bei Übertragungen japanischer Literatur in andere europäische Zielsprachen als Englisch, bei denen sehr oft auf eine bereits vorhandene englische Übersetzung statt auf das Originalwerk zurückgegriffen wird.
Ein Problem dieser Vorgehensweise besteht Schiedges zufolge darin, dass die Äquivalenz der Zweitübersetzung zum ursprünglichen Ausgangstext von dem Zweitübersetzer, der allein die Erstübersetzung als Ausgangstext verwendet und die Originalsprache nicht beherrscht, nicht nachgeprüft werden kann. Interpretierende oder freiere Übertragungen, zielsprachenspezifische Anpassungen oder auch Übersetzungsfehler und Ungenauigkeiten des Erstübersetzers werden deshalb vom Zweitübersetzer übernommen, ohne dass dieser erkennt, dass er das Original in seine Zielsprache auch ganz anders, genauer oder treffender übertragen könnte. Das kann zu starken Qualitätseinbußen bis hin zu Textverfälschungen führen, die sich bei Zweitübersetzungen in mehrere Sprachen überdies vervielfachen.

### Beispiele
Ein historisches Beispiel für Übersetzungen über eine Brückensprache sind mittelalterliche und frühneuzeitliche Bibelübersetzungen in die Volkssprache, zum Beispiel auch in das Deutsche, als deren Ausgangstext im lateinischen Westen in der Regel die lateinische Vulgata-Bibel herangezogen wurde. Vor allem die Humanisten beschäftigten sich eingehender mit der griechischen und den altorientalischen Sprachen und betrachteten diese Übersetzungsweise zunehmend als Mangel. Erasmus von Rotterdam legte mit dem Textus receptus einen brauchbaren griechischen Ausgangstext des Neuen Testaments vor, der alternativ zur Vulgata verwendet werden konnte. Mit den Rabbinerbibeln von Bearbeitern wie Pratensis und Ben Chajim kamen in den ersten Jahrzehnten des 16. Jahrhunderts auch für das Alte Testament brauchbare Textausgaben auf den Markt. Unter anderem Martin Luther in Wittenberg und Ulrich Zwingli in Zürich und ihre jeweiligen Mitarbeiter erstellten dann binnen weniger Jahrzehnte die auf die griechischen, hebräischen und aramäischen Bibeltexte zurückgehenden deutschen Bibelübersetzungen der Reformation, die Lutherbibel und die Zürcher Bibel, die ohne die lateinische Brückensprache auskommen und die Vulgata nur noch zur Orientierung als eine von vielen Übersetzungshilfen heranziehen.
Das von Schiedges behandelte Beispiel ist der Roman Gefährliche Geliebte von  Haruki Murakami, dessen deutsche Ausgabe (2000) im Unterschied zu früheren Romanübersetzungen desselben Autors auf der Basis der amerikanischen Übersetzung entstand, ohne dass die Leserschaft darüber informiert wurde. Dies wurde im Nachgang einer medialen Kontroverse zwischen Marcel Reich-Ranicki und Sigrid Löffler im Jahr 2000 bekannt  und hatte letztlich die Neuübersetzung des Romans unter dem neuen Titel Südlich der Grenze, westlich der Sonne (2013) zur Folge. Dennoch bringen die spezifischen Schwierigkeiten beim Übersetzen japanischer Literatur Verlage in Deutschland (und vergleichbar in anderen Ländern) auch weiter häufig dazu, japanische Werke aus einer englischsprachigen Übersetzung ins Deutsche übertragen zu lassen. Auch viele Videospiele, die in Japan gefertigt werden, werden zuerst ins Englische und von dort ausgehend in die meisten anderen europäischen Sprachen übersetzt. Auch aus anderen Literatursprachen sind solche Beispiele geläufig. Mehrere Romane von Halldór Laxness wurden von Ernst Harthern nicht direkt aus dem Isländischen, sondern auf dem Umweg über schwedische und dänische Übersetzungen ins Deutsche übertragen. Zahlreiche Beispiele gibt es auch in der wissenschaftlichen Fachliteratur: Sobald die englische Übersetzung eines ursprünglich nicht auf Englisch verfassten wissenschaftlichen Fachbuchs vorliegt, wird häufig der englische Text als Vorlage für Übersetzungen in weitere Sprachen verwendet.

## Weitere Bedeutungen
Der relativ offene und unbestimmte Begriff der Zweitübersetzung wird auch in anderen übersetzungswissenschaftlichen Zusammenhängen benutzt. So kann damit auch ein Verfahren zur Überprüfung der Richtigkeit einer Übersetzung gemeint sein. Dabei wird ein Text von zwei unabhängigen Übersetzern übertragen und dann geprüft, ob beide Versionen bedeutungsgleich sind. Zur Verifizierung einer Übersetzung kann alternativ auch die Methode der Rückübersetzung aus der Zielsprache zurück in die Ausgangssprache durch einen dritten Übersetzer zum Einsatz gelangen, insbesondere wenn der Verwender der Übersetzung, der die Überprüfung wünscht, die ursprüngliche Zielsprache nicht beherrscht.